# Liván artista
Liván Ernesto Valdés Greenidge (Habana, Cuba, 30 de agosto de 1987), más conocido artísticamente como Liván Artista, es un cantante, músico y compositor cubano. Interpreta canciones de su propia composición en estilos como reguetón, dancehall o bachata.

## Biografía
Livan nació en Cuba en Marianao, donde comenzó a dar sus primeros pasos en la música a la edad de 5 años. Su mamá María Raquel fue el apoyo más fuerte en el desarrollo de su talento artístico. Encontró su vocación en la interpretación de canciones de su propia autoría.

## Carrera musical
En los primeros años, fue influenciado por grandes bandas, entre ellas: BOYZ II MEN, Robert Green y su grupo BARAK, Kalimba, los Zafiros y otros.
Sus temas como compositor han sido interpretados por grandes estrellas de la música latinoamericana como Olga Tañón y Manny Manuel con el tema "Mi Corazón es tuyo " y el tema "Mi última letra " interpretado por el cantante brasileño Gusttavo Lima, Zacarías Ferreira, Yenddi entre otros.
También compuso canciones para sus compatriotas como Yulien Oviedo, uno de los artistas cubanos contemporáneos más populares, con quien también interpretó su propia canción "Cuéntale a Él ", Arlenys Rodríguez, Ángeles, Charanga Latina con Harrison y otros.
Además de su carrera como compositor, Liván ha formado parte de otros formaciones musicales como Nuevo Siglo, Ángeles de la Bachata y Príncipes de la Bachata.
En octubre de 2021, Liván lanzó un álbum titulado Weekend que consta de 10 canciones de su propia composición, interpretación y arreglo.

## Discografía

### Álbumes
- 2010: "Confesión"
- 2015: "Amor de Novelas"
- 2015: "Contigo y Sin Ti"
- 2018: "Contigo y Sin Ti II"
- 2019: "2020"
- 2021: "Weekend"

### Sencillos
- 2018: Sigue Moviéndome el Piso
- 2019: Moriré por Ella (Bachata Version)
- 2022: Enamorada
- 2022: Noche de Tragos